# スティールワールド
『スティールワールド』（原題:Robot Overlords）は2014年に公開されたイギリスのSF映画である。監督はジョン・ライト、主演はベン・キングズレーが務めた。本作は日本国内で劇場公開されなかったが、2015年8月21日にDVDが発売された。

## ストーリー
地球外からやって来たロボットに占領された後の地球。人類はロボットたちに行動の自由を制限されており、散歩に行くことすら許されなかった。人間は首の付け根にインプラントを埋め込まれており、ロボットはそれを通して居場所を把握していた。無許可で外出した者が出た場合、ロボットたちはすぐさまパトロールを急行させ、10秒以内に帰宅しようとしない者は容赦なく殺害した。
ショーン青年は行方知らずになった父親（ダニー）の居場所を突き止めようとしていた。ロボットの侵略を受けて間もなく、ダニーは街を出てどこかに行ってしまったのである。その頃、ショーンの友人、ネイサンがプレイステーションを修理していたところ、運悪く感電してしまった。それが原因でネイサンのインプラントは壊れ、ロボットの追跡を受けずに外出できるようになった。その様子を見ていたショーンと別の友人2人（コナーとアレクサンドラ）もわざと感電し、ロボットの束縛から解放された。ショーンたちがこの幸運を利用してダニーに関する情報を集めたところ、ダニーがまだ生きているという事実を突き止めた。ショーンたちはさらに調査を続けたが、インプラントとは別の監視装置に引っかかり、囚われの身となってしまった。ショーンたちはロボット側に協力する人間、ロビンの尋問を受けたが、口を割ろうとしなかった。業を煮やしたロビンはショーンの叔父を連れて来て、彼に特殊なインプラントを埋め込んだ。そのインプラントは人間の欲求全てをコントロールできるもので、それを使ってショーンの叔父が物を食べられないようにしたのである。ロビンは「君のおじさんが餓死しても良いのかね」と脅しつけたが、ショーンたちはなおも黙秘し続けた。
ロビンはショーンにもそのインプラントを埋め込むことにしたが、作業中、ショーンに罵声を浴びせられた。怒ったロビンが作業をかき乱したため、ショーンはその隙を突いて脱走に成功した。別行動を取っていたコナーのお陰で、ネイサンとアレクサンドラも無事逃げ出すことができた。ショーンたちは再びインプラントを故障させた後、近くのホテルへと逃げ込んだが、そこで巨大なロボットに遭遇してしまった。「もうおしまいだ」と絶望した一行だったが、ショーンがある事実に気が付いたことをきっかけに、反攻に転じるのだった。

## キャスト
- ベン・キングズレー - ロビン・スマイス (麦人)
- ジリアン・アンダーソン - ケイト (相沢恵子)
- カラン・マッコーリフ - ショーン・フリン (石川界人)
- エラ・ハント - アレクサンドラ (下山田綾華)
- ジェームズ・ターピー - ネイサン(布施川一寛)
- マイロ・パーカー - コナー
- クレイグ・ガーナー - 仲介者452(平井祥恵)
- デヴィッド・マックサヴェージ - ドナルド
- ジェラルディン・ジェームズ - モニーク (伊沢磨紀)
- テイマー・ハッソン - ウェイン
- スティーヴン・マッキントッシュ - ダニー
- ジョナサン・マックアンドリュー - 青年
- ロイ・ハッド - マーティン
- その他の日本語吹き替え‐大井麻利衣/駒田航/堀越富三郎/蓮岳大/佐々健太

## 製作
2013年5月8日、新作映画『Our Robot Overlords』にベン・キングズレー、ジリアン・アンダーソン、カラン・マッコーリフが出演することになったと報じられた。6月、本作の主要撮影がイギリスで始まった。2015年3月24日、ムービースコア・メディアが本作のサウンドトラックを発売した。

## 公開・マーケティング
2014年10月18日、本作はロンドン映画祭でプレミア上映された。その際、タイトルは『Our Robot Overlords』から『Robot Overlords』に変更された。2015年2月10日、本作のオフィシャル・トレイラーが公開された。

## 評価
本作は批評家から好意的に評価されている。映画批評集積サイトのRotten Tomatoesには18件のレビューがあり、批評家支持率は61%、平均点は10点満点で5.69点となっている。また、Metacriticには7件のレビューがあり、加重平均値は47/100となっている。